# Roseville, Minnesota
Roseville är en stad (city) i Ramsey County i delstaten Minnesota i USA. Staden hade 36 254 invånare, på en yta av 35,86 km² (2020). Den är en del av storstadsområdet Minneapolis-Saint Paul.
I Roseville ligger landisbanan John Rose Minnesota Oval. Staden är USA:s bandyfäste, där Världsmästerskapet i bandy för herrar 1995 och Världsmästerskapet i bandy för damer 2006 arrangerades.